# Стефан Міфсуд
Стефан Міфсуд (фр. Stéphane Mifsud, 13 серпня 1971, Істр) — французький пірнальник та підводний мисливець, рекордсмен зі статичної затримки дихання з 2009 року з результатом 11 хвилин 35 секунд за версією AIDA.